# Eusthenia lacustris
Eusthenia lacustris är en bäcksländeart som beskrevs av Tillyard 1921. Eusthenia lacustris ingår i släktet Eusthenia och familjen Eustheniidae. Inga underarter finns listade i Catalogue of Life.